# Sébastien Lambert
Pour les articles homonymes, voir Lambert.
Sébastien Lambert, né le 29 septembre 1973 à Saint-Quentin, est un entraîneur de basket-ball français.
Après avoir joué dans le club de sa ville natale, Lambert devient assistant des entraîneurs successifs sur le banc du SQBB en 2006. Début 2011, il prend la responsabilité du poste en cours de championnat de Nationale 1. Au terme de sa première saison complète, Sébastien hisse l'équipe jusqu'au titre et en Pro B. Après avoir frôlé les play-offs de seconde division la première année, Lambert se retire fin 2014 à la suite de mauvais résultats. Il devient coordinateur du club de l'Aisne.
En 2016, à la recherche d'un nouveau poste. Il s'engage avec Chartres, en N1. Après un premier exercice terminé en milieu de classement, Lambert et son équipe remportent les play-offs en 2018 et sont promus en Pro B.

## Biographie
En 2006, après avoir été joueur au club de sa ville natale, Sébastien Lambert devient assistant de l'entraîneur du Saint-Quentin Basket-Ball. D'abord un an auprès de Olivier Hirsch, quelques mois avec Savo Vučević et à nouveau une saison avec Nedeljko Asceric, Germain Castano puis un exercice et demi avec Arnaud Ricoux.
En février 2011, Lambert devient entraîneur en chef. L'équipe enchaîne alors une série de victoires et finie à la 4e place.
En 2011-2012, Saint-Quentin accède directement à la Pro B en terminant 1er du championnat de N1. En 2018, il déclare « À Saint-Quentin, il y avait (...) dix joueurs complémentaires, avec tous deux-trois ans de contrat. Cette équipe était armée pour jouer la première place ».
Lors de la seconde saison, l'équipe échoue aux portes des play-offs de l'antichambre. Lambert remporte 40 matchs de Pro B sur les 88 disputés en deux ans et demi. Mais seulement trois en dix sorties lors de la saison 2013-2014. Quinzième au classement, ces contre-performances le poussent à se retirer au profit de Thomas Giorguitti en décembre 2014. Il devient alors le coordinateur sportif du club de l'Aisne.
À l'été 2016, Lambert s'engage avec l'UB Chartres Métropole. Il retrouve des joueurs comme le meneur Olivier Romain et l'ailier Kevin Bichard, connus à St-Quentin. L'entraîneur dit s'appuyer sur un projet de deux ans. Avec un effectif revu à 80 %, Lambert et son équipe achèvent leur première saison avec une place en play-offs (9e).
Lors de l'exercice 2017-2018, Sébastien Lambert recrute Anthony Racine, Jason Jones qu'il a aussi connu à St-Quentin. Il déclare : « Quand on part quelque part, on prend des hommes de base. J’avais déjà travaillé avec eux et partagé des expériences positives, avec notamment le titre de champion de France de N1 pour certains d’entre-eux ». Les Chartrains atteignent la finale des play-offs de N1. Ils remportent le duel contre Lorient et montent en Pro B. En fin de contrat, Lambert est prolongé.

## Statistiques
| Saison          | Club                   | Division   | Classement | Matchs  | Victoires | Défaites | %    |
| --------------- | ---------------------- | ---------- | ---------- | ------- | --------- | -------- | ---- |
| fév.-juin 2011  | Saint-Quentin BB       | N1         | 4e         | ?+1     | ?+0       | ?+1      | 0    |
| 2011-2012       | Saint-Quentin BB       | N1         | 1er        | 34      | 27        | 7        | 79,4 |
| 2012-2013       | Saint-Quentin BB       | Pro B      | 13e        | 34      | 15        | 19       | 44,1 |
| 2013-2014       | Saint-Quentin BB       | Pro B      | 10e        | 44      | 22        | 22       | 50   |
| sept.-déc. 2014 | Saint-Quentin BB       | Pro B      | 15e        | 10      | 3         | 7        | 30   |
| Sous-total      | Sous-total             | Sous-total | Sous-total | 123+    | 67+       | 56+      | 54,5 |
| 2016-2017       | UB Chartres            | N1         | 9e         | 34+3    | 17+1      | 17+2     | 48,7 |
| 2017-2018       | UB Chartres            | N1         | 5e         | 34+8    | 23+6      | 11+2     | 69   |
| 2018-2019       | C' Chartres            | Pro B      | 18e        | 34      | 7         | 27       | 20,6 |
| 2019-2020       | C' Chartres            | N1         | 1er        | 26      | 23        | 3        | 88,5 |
| 2020-2021       | C' Chartres            | N1         | 4e         | 26      | 17        | 9        | 65,4 |
| 2021-2022       | C' Chartres            | N1         | 5e         | 26+10+3 | 17+1+1    | 9+9+2    | 48,7 |
| Sous-total      | Sous-total             | Sous-total | Sous-total | 204     | 113       | 91       | 55,3 |
| 2022-2023       | Vendée Challans Basket | N1         | En cours   | 0       | 0         | 0        | 0    |
| Sous-total      | Sous-total             | Sous-total | Sous-total | 0       | 0         | 0        | 0    |
| Total           | Total                  | Total      | Total      | 327     | 180       | 147      | 55   |

## Palmarès
National 1
- Champion : 2012 avec St-Quentin
- Vainqueur des play-offs : 2018 avec Chartres, 2025 avec Vendée Challans Basket